# Jadwiga Wilkoń-Michalska
Jadwiga Wilkoń-Michalska (ur. 25 listopada 1921 w Krakowie, zm. 2005 w Toruniu) – polska badaczka, ekolożka, profesor nauk przyrodniczych, pracownik naukowy Uniwersytetu Mikołaja Kopernika w Toruniu, dydaktyczka i działaczka społeczna. 

## Życiorys
Córka Piotra i Karoliny. Jej ojciec był urzędnikiem kolejowym, członkiem Delegatury Rządu Londyńskiego na okręg tarnowski i współtwórcą lokalnego ruchu oporu w okresie II wojny światowej. Przyrodnim bratem jej babki był polski wynalazca - samouk, Jan Szczepanik (1872-1926). Była siostrą m.in. artysty-grafika Józefa Wilkonia i profesora polonistyki Aleksandra Wilkonia. 
Po ukończeniu Szkoły Podstawowej im. Królowej Jadwigi w Wieliczce uczęszczała do Państwowego Gimnazjum i Liceum im. A. Mickiewicza w Krakowie. Wojna przerwała jej naukę w Liceum Przyrodniczym. W latach okupacji, chroniąc się przed wywiezieniem na roboty do Niemiec, uczyła się w 2-letnim Technikum Chemicznym w Krakowie. W 1942 otrzymała dyplom technika-chemika, który został zweryfikowany przez Państwową Komisję Kuratorium Okręgu Szkolnego Krakowskiego 26 listopada 1945. Ostatnie trzy lata okupacji pracowała w charakterze chemika stażysty w laboratoriach Kopalni Soli w Wieliczce (1942–1943) i Cukrowni w Przeworsku (1943–1944). Świadectwo dojrzałości Liceum Matematyczno-Fizycznego im. J. Kantego w Wieliczce uzyskała 21 lipca 1945.

## Wykształcenie
W roku 1945 rozpoczęła studia na Wydziale Matematyczno-Przyrodniczym Uniwersytetu Jagiellońskiego w Krakowie, uzyskując dyplom magistra botaniki 30 grudnia 1950 na podstawie pracy magisterskiej pt. „Roślinność słonolubna zapadlisk w Baryczy k/Wieliczki". Doktorat w 1961, habilitacja w 1975 oraz profesura w 1986 na Wydziale Biologii i Nauk o Ziemi Uniwersytetu Mikołaja Kopernika w Toruniu.

## Praca zawodowa
Pod koniec studiów w roku 1950 podjęła pracę pedagogiczną w Liceum Ogólnokształcącym w Siennie k/Ostrowca Świętokrzyskiego. Po otrzymaniu propozycji pracy od prof. Jana Walasa w Katedrze Systematyki i Geografii Roślin Uniwersytetu Mikołaja Kopernika w Toruniu, rozpoczęła ją w nowym roku szkolnym 1949/50, początkowo w charakterze zastępcy asystenta, a potem asystenta i starszego asystenta. W dniu 25 maja 1961 otrzymała na Uniwersytecie M. Kopernika stopień doktora nauk przyrodniczych na podstawie pracy pt. „Halofity Kujaw”. Od roku 1961 pracowała w charakterze adiunkta w Katedrze Systematyki i Geografii Roślin, a od roku 1970 w nowo powstałym Zakładzie Ochrony Przyrody. Na podstawie pracy habilitacyjnej pt. „Struktura i dynamika populacji Salicornia patula Duval-Jouve” i kolokwium odbytym na Radzie Wydziału Biologii i Nauk o Ziemi Uniwersytetu M. Kopernika w Toruniu w dniu 4 grudnia 1975 uzyskała stopień naukowy doktora habilitowanego nauk przyrodniczych w zakresie ekologii roślin, który został zatwierdzony przez Centralną Komisję Kwalifikacyjną do Spraw Kadr Naukowych w dniu 26 kwietnia 1976. 1 stycznia 1977 została powołana na stanowisko docenta w Zakładzie Taksonomii, Ekologii Roślin i Ochrony Przyrody kierowanym przez prof. Ryszarda Bohra. Tytuł naukowy profesora uzyskała 10 czerwca 1986. Od 1987 do 1992 pełniła funkcję kierownika Zakładu Ekologii Roślin i Ochrony Przyrody oraz kierownika Podyplomowego Studium Ochrony i Kształtowania Środowiska (1986–1993) i Podyplomowego Studium Biologii. Była opiekunem Studenckiego Koła Biologów (1969–1989).

## Praca badawcza
Wyniki badań własnych i zespołowych (w programach 09.1.7; MR-II/23; R-III 15 i CPBP) nad produktywnością i bilansem energetycznym ekosystemów leśnych, rolnych i solniskowych referowała na sympozjach IAVS — International Association for Vegetation Science w RFN, w Czechosłowacji, we Włoszech i w Holandii oraz na zjazdach naukowych w kraju. Prace te stanowią podstawę do monitoringu zmian szaty roślinnej i środowiska przyrodniczego pod wpływem działalności człowieka, prowadzonego przez Zakład w oparciu o Stację Ekologii Roślin, usytuowaną w pobliżu Torunia. Pod jej kierunkiem wykonano 66 prac magisterskich, była promotorem dwu prac doktorskich (Ludwika Lipnickiego oraz Agnieszki Piernik) i wniosków o awans na stanowisko profesora.

## Praca na rzecz organizacji
Była członkinią Rady Naukowej Instytutu Botaniki PAN w Krakowie (1984–1992), Komitetu Botaniki PAN (1987–1990), Towarzystwa Naukowego w Toruniu (od 1961), Towarzystwa Naukowego we Włocławku (od 1980), Polskiego Towarzystwa Botanicznego (od 1950), Polskiego Towarzystwa Przyrodników im. Kopernika (od 1948) — sekretarzem Oddziału Toruń (1950–1963), później prezesem Oddziału (od 1986). Pełniła funkcję przewodniczącej Olimpiad Biologicznych Polskiego Towarzystwa Przyrodniczego II stopnia w Toruniu (od 1986). Była członkiem International Association for Vegetation Science (od 1970) oraz szeregu organizacji społecznych: Zarządu Wojewódzkiego Ligi Ochrony Przyrody (od 1951) — wiceprezes (1957–1992), Wojewódzkiego Komitetu Ochrony Przyrody we Włocławku – przewodnicząca (1976–1992), Wojewódzkiej Komisji Ochrony Środowiska w Toruniu — członek Prezydium od 1991 oraz Polskiego Towarzystwa Ekologicznego (od 1992).

## Odznaczenia
- Medal 10-lecia PRL w 1955,
- Złoty Krzyż Zasługi w 1973,
- Krzyż Kawalerski Orderu Odrodzenia Polski w 1983,
- Medal Komisji Edukacji Narodowej.

## Wyróżnienia i odznaki
- złota odznaka Ligi Ochrony Przyrody,
- złota odznaka za zasługi dla województwa włocławskiego,
- złota odznaka Polskiego Towarzystwa Przyrodników im. Kopernika.

W roku 1974 uzyskała nagrodę indywidualną Ministra Nauki, Szkolnictwa Wyższego i Techniki III stopnia za osiągnięcia w dziedzinie dydaktyczno-wychowawczej oraz w 1977 roku nagrodę tegoż Ministra za osiągnięcia naukowe oraz nagrody Rektora.